# Атал
Атал (Athal; мав прізвисько М'який) — третій король остготів у 280—310 з династії Амалів.
Народився близько 240 у Скіфії (Північне Причорномор'я). Був сином короля Гунуіла та батьком Одвульфа і Ахіульфа.